# Wayne Carson
Wayne Carson Head (31 de mayo de 1943 - 20 de julio de 2015), a veces acreditado como Wayne Carson Thompson, fue un músico, productor discográfico y compositor de música country estadounidense. Músico multiinstrumentista, dominó la percusión, el piano, la guitarra, y el bajo. Sus más célebres composiciones incluyen  "The Letter", "Neon Rainbow", "Soul Deep" y "Always on My Mind" (escrita junto a Mark James (letrista)  y Johnny Christopher).

## Biografía
Carson nació en Denver, Colorado. Sus padres, Odie y Olivia Head, eran músicos profesionales que actuaban bajo el pseudónimo Thompson. Se conocieron en Nebraska mientras trabajaban en la emisora de radio KMMJ, después se trasladaron a Colorado y finalmente a Springfield, Misuri donde se integraron en el equipo musical de la emisora KWTO.  Por aquel entonces eran conocidos por el nombre artístico de "Shorty and Sue".
Wayne Carson se interesó por la guitarra con catorce años, después de escuchar una grabación de Merle Travis. También se vio influido por el naciente rock and roll. Vivió en muchas ciudades y en 1962 se mudó a Nashville, Tennessee.  Inicialmente adoptó el nombre artístico de sus padres, siendo acreditado en esta época como Wayne Carson Thompson, para más tarde adoptar definitivamente el nombre de Wayne Carson.
A mediados de los años 60 regresó a Springfield, donde comenzó a trabajar con el editor musical y promotor Si Siman.  Juntos publicaron canciones durante años con escaso éxito hasta que al productor Chet Atkins le llamó la atención un tema llamado "Somebody Like Me" y buscó a Eddy Arnold para que lo grabara. Carson recuerda que cuando recibió la llamada de Arnold, uno de los más exitosos cantantes de country de todos los tiempos este le dijo "Wayne, me encanta la canción, pero necesita un verso más", a los que Carson contestó que ya tenía compuesto el tercer verso y tuvo en ese momento que improvisarlo por teléfono.  La canción se convirtió en su primer gran éxito a finales de 1966, ocupando durante cuatro semanas el número 1 de las listas de éxitos country de Estados Unidos.
En 1967 escribió otro de sus grandes éxitos, "The Letter", en las varias páginas de letras enviadas por su padre. La canción se convirtió en un éxito internacional de la mano de The Box Tops y más tarde por Joe Cocker y Leon Russell y fue nominada a dos Premios Grammys.  Carson también escribió "Neon Rainbow" y "Soul Deep" para the Box Tops.
El tema "Always on My Mind", que había sido grabada por Elvis Presley en 1972 ganó el Premio Grammy en 1983 a la mejor canción del año y a la mejor canción country por la versión de Willie Nelson, que alcanzó el número 1 de las listas de éxitos country en 1982. La Country Music Association la nombró canción del año en 1982 y 1983.  También en 1982, The Nashville Songwriters Association International la nombró canción del año y la Academy of Country Music, sencillo del año.
En 1997 Carson fue incluido en el Nashville Songwriters Hall of Fame.
Falleció el 20 de julio de 2015, a los 72 años de edad, tras sufrir diversas dolencias, incluida una insuficiencia cardíaca.

## Canciones notables
- "Somebody Like Me" – Eddy Arnold
- "Always On My Mind" – Brenda Lee, Elvis Presley, Willie Nelson, Pet Shop Boys, Michael Buble, Julio Iglesias, The Stylistics, West End Girls, Johnny Cash & Willie Nelson, John Wesley Ryles
- "The Letter" – The Box Tops, The Beach Boys, Dionne Warwick, Joe Cocker y Leon Russell, Al Green, Johnny Rivers, The Arbors, Bachman Turner Overdrive, Bobby Darin, Amii Stewart y Don Williams.
- "Keep On" – Bruce Channel
- "Who's Julie" – Mel Tillis, Joe Simon
- "She's Actin' Single (I'm Drinkin' Doubles)" – Gary Stewart, Wade Hayes
- "Neon Rainbow" – The Box Tops, Petula Clark
- "Soul Deep" – The Box Tops, Clarence Carter, Gary U.S. Bonds, Tina Turner, Eddy Arnold, Gin Blossoms
- "The Clown" – Conway Twitty
- "Slide Off Your Satin Sheets" – Johnny Paycheck
- "Whiskey Trip" – Gary Stewart
- "No Love At All" – B.J. Thomas, Glen Campbell
- "Drinkin' Thing" – Gary Stewart, Wade Hayes
- "Barstool Mountain" – Moe Bandy, Wayne Carson,  Johnny Paycheck
- "Carryin' On" – Tina Turner
- "You Got What You Wanted" - Ike & Tina Turner
- "That's The Only Way To Say Good Morning" – Ray Price
- "A Horse Called Music" – Willie Nelson, Randy Travis
- "Dog Day Afternoon" – Shelby Lynne
- "I See the Want To in Your Eyes" – Conway Twitty, Gary Stewart
- "(Don't Let The Sun Set On You In) Tulsa" – Waylon Jennings
- "Something's Wrong In California" – Waylon Jennings
- "I Want Some More" – Dan Auerbach
- "I Couldn't Spell !!*@!" – Sam The Sham & the Pharaohs, Homer & Jethro
- "Hollywood" - Alabama
- "Instant Reaction" - Clarence Carter, Bruce Channel
- "Mr Busdriver" - Bruce Channel
- "Things Go Better With You" - The April Fools
- "You Won't Be There" - The April Fools
- "Do It Again a Little Bit Slower" - Jon & Robin
- "Dr Jon (the Medicine Man)" - Jon & Robin
- "Honey Bee" - Robin de Jon & Robin
- "The Grapes in Mary's Vineyard" - Claude King aka The Grapes
- "Sandman" - B. J. Thomas, The Box Tops

"The Letter", "Neon Rainbow" y "Soul Deep" fueron notables éxitos de the Box Tops; "The Letter" alcanzó el número 1 de la lista Billboard Hot 100 en septiembre de 1967.  "Do It Again A Little Bit Slower" estuvo entre los veinte primeros puestos en 1967.